# Lost and Found (Ellie Goulding)
Lost and Found è un brano musicale pubblicato dalla cantante britannica Ellie Goulding, reso disponibile per il download digitale dal 23 ottobre 2015. Il brano è stato pubblicato come il terzo singolo promozionale dal suo terzo album Delirium ed è stato prodotto da Carl Falk e Max Martin.

## Classifiche
| Classifica (2015) | Posizione massima |
| ----------------- | ----------------- |
| Australia         | 70                |
| Irlanda           | 75                |
| Regno Unito       | 57                |
| Svizzera          | 89                |